# 金才成
金 才成（金 在成、キム・ジェソン、朝鮮語: 김재성）は、朝鮮民主主義人民共和国の政治家。電子工業相、朝鮮労働党中央委員会委員候補。

## 経歴
出生地や生年月日は不明。電子自動化設計研究所所長を経て、2012年10月に韓光福の後任として電子工業相に任命された。2014年3月に最高人民会議第13期代議員に選出され、2016年5月9日に開催された朝鮮労働党第7次大会で朝鮮労働党中央委員会委員候補に選出された。2019年3月の最高人民会議第14期代議員選挙で再選を果たし、同年4月11日に開催された最高人民会議第14期第1回会議で電子工業相に再任された。

## 参考サイト
- 북한정보포털

| 先代韓光福 | 電子工業相2012年 - | 次代現職 |